# Флёрке, Генрих Густав
Генрих Густав Флёрке (нем. Heinrich Gustav Flörke; 1764—1835) — немецкий ботаник и лихенолог.

## Биография
Родился 24 декабря 1764 года в коммуне Альткален в семье пастора Леопольда Фридриха Конрада Флёрке (1729—1787) и дочери пастора Шмидт. Был третьим сыном; рос в строго пиетистской семье. Из его братьев известны: юрист и композитор Фридрих Якоб Флёрке (1758—1799) и теолог, педагог и писатель Эрнст Флёрке (1767—1830); также сводный брат от второго брака отца,  педагог Альбрехт Флёрке (1777—1848). 
С 1782 года изучал теологию в Бютцовском университете, затем перешёл в Гёттингенский университет, где учился вместе с Х. Г. Персоном. 
В 1794 году он был назначен пастором в Киттендорфе, но уже 17 апреля 1797 года ушёл в отставку. Затем он изучал медицину и ботанику в Йенском университете. Путешествовал по Германии; стал библиотекарем «Общества друзей естественных наук в Берлине» и членом литературного общества «Туннель через Шпрее». С 1800 по 1813 год, после смерти своего брата, он курировал публикацию томов с 78-го по 123-й Экономической энциклопедии. 
В 1816 году он сменил Л. К. Тревирануса в должности профессора ботаники Ростокского университета; в 1817 году ему была присвоена степень магистра. Генрих Флёрке был специалистом по кладониевым лишайникам. Он занимался определением лишайников со всего мира, ему присылали образцы различные исследователи, в том числе В. Г. Тилезиус. В 1828 году Флёрке издал монографию кладоний, De Cladoniis, difficillimo lichenum genere, commentatio nova. 
С 1820 года был членом немецкой академии наук Леопольдина.
Умер 6 ноября 1835 года в Ростоке.
Основной гербарий Флёрке, первоначально располагавшийся в Ростокском университете (ROST), хранился в Берлинском ботаническом саду (B), однако впоследствии он был уничтожен. Некоторые образцы хранятся в Ботаническом институте имени В. Л. Комарова (LE), Гёттингенском университете (GOET) и Гарвардском университете (FH).

## Роды и некоторые виды, названные в честь Г. Г. Флёрке
- Floerkea Spreng., 1818, nom. illeg. [syn.  Adenophora Fisch., 1823]
- Floerkea Willd., 1801
- Cladonia floerkeana (Fr.) Flörke, 1828
- Primula floerkeana Schrad., 1811